# Горы (Осинский район)
Горы — село в Осинском городском округе Пермского края России.

## Географическое положение
Село расположено на левом берегу Камы на восток от Тулвинского залива (бывшее устье реки Тулва) на расстоянии примерно 3 километров по прямой на восток от города Оса.

## История
Упоминается в 1646 году как Сысково (от имени Сысойко), в 1678 году как Рождественское. В 1794 году в Горах было 49 дворов и 371 житель. В 1778 году была построена деревянная Христорождественская церковь, в 1821 году вместо неё возведена каменная Крестовоздвиженская церковь, существовавшая до 1936 годаи переоборудованная в столярную мастерскую. С 2018 года началось её восстановление.
С 2006 по 2019 год являлось центром Горского сельского поселения Осинского района. После упразднения обоих муниципальных образований стало рядовым населённым пунктом Осинского городского округа.

## Климат
Климат умеренно континентальный. Средняя температура в зимние месяцы −10 °C. Средняя температура в летние месяцы +20 °C. Однако в летнее время не исключены и заморозки.
Количество атмосферных осадков за год около 598 мм, из них большая часть приходится на тёплый период (июнь-июль).
Образование устойчивого снежного покрова происходит в начале ноября. Средняя продолжительность снежного покрова 160—170 дней. Средняя из наибольших декадных высот снежного покрова за зиму — 64 см. Таяние снега начинается в конце апреля.

## Население
Постоянное население составляло 583 человек (94 % русские) в 2002 году, 476 человек в 2010 году.